# Domácí obuv

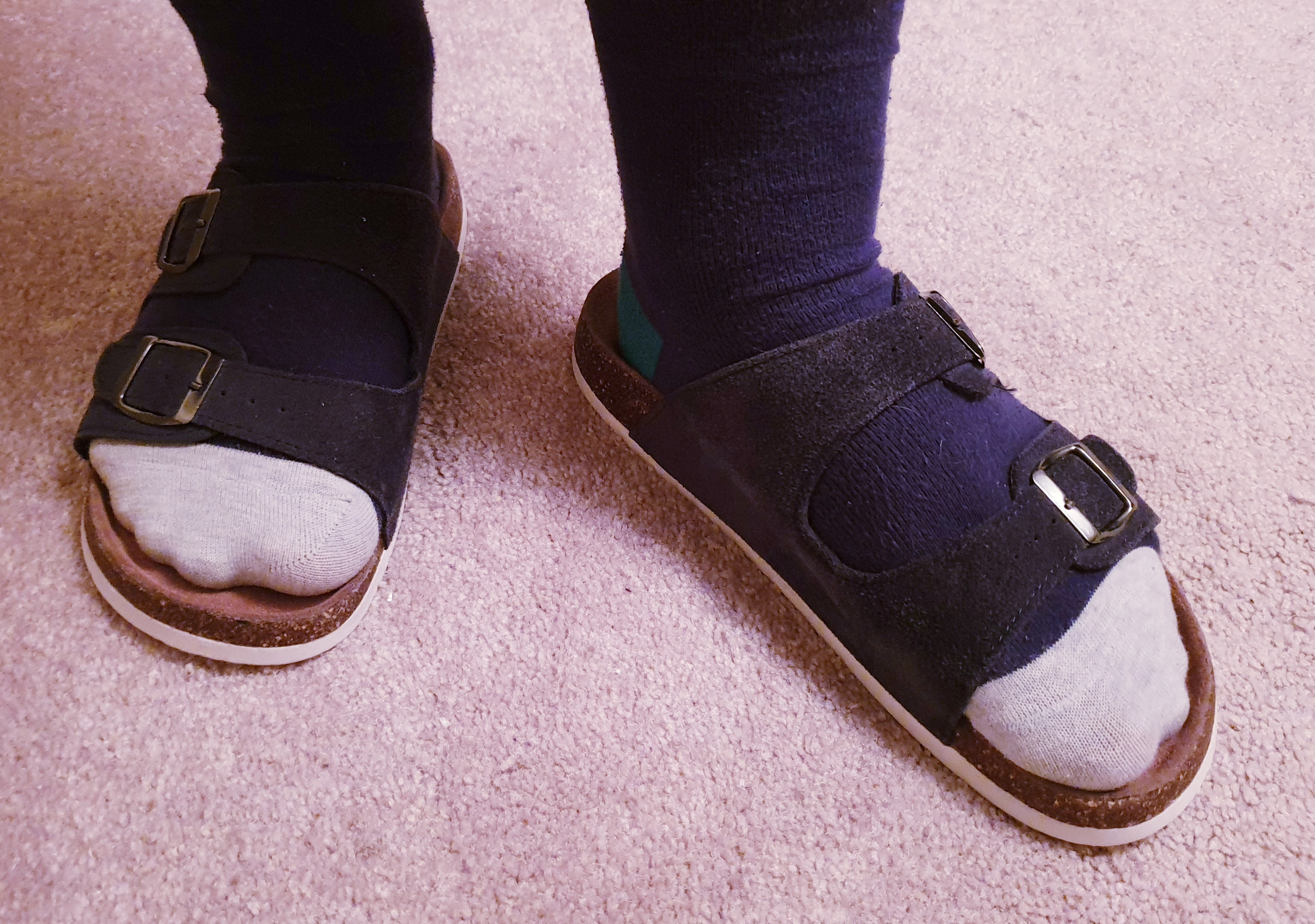
Pantofle jsou typickou domácí obuví

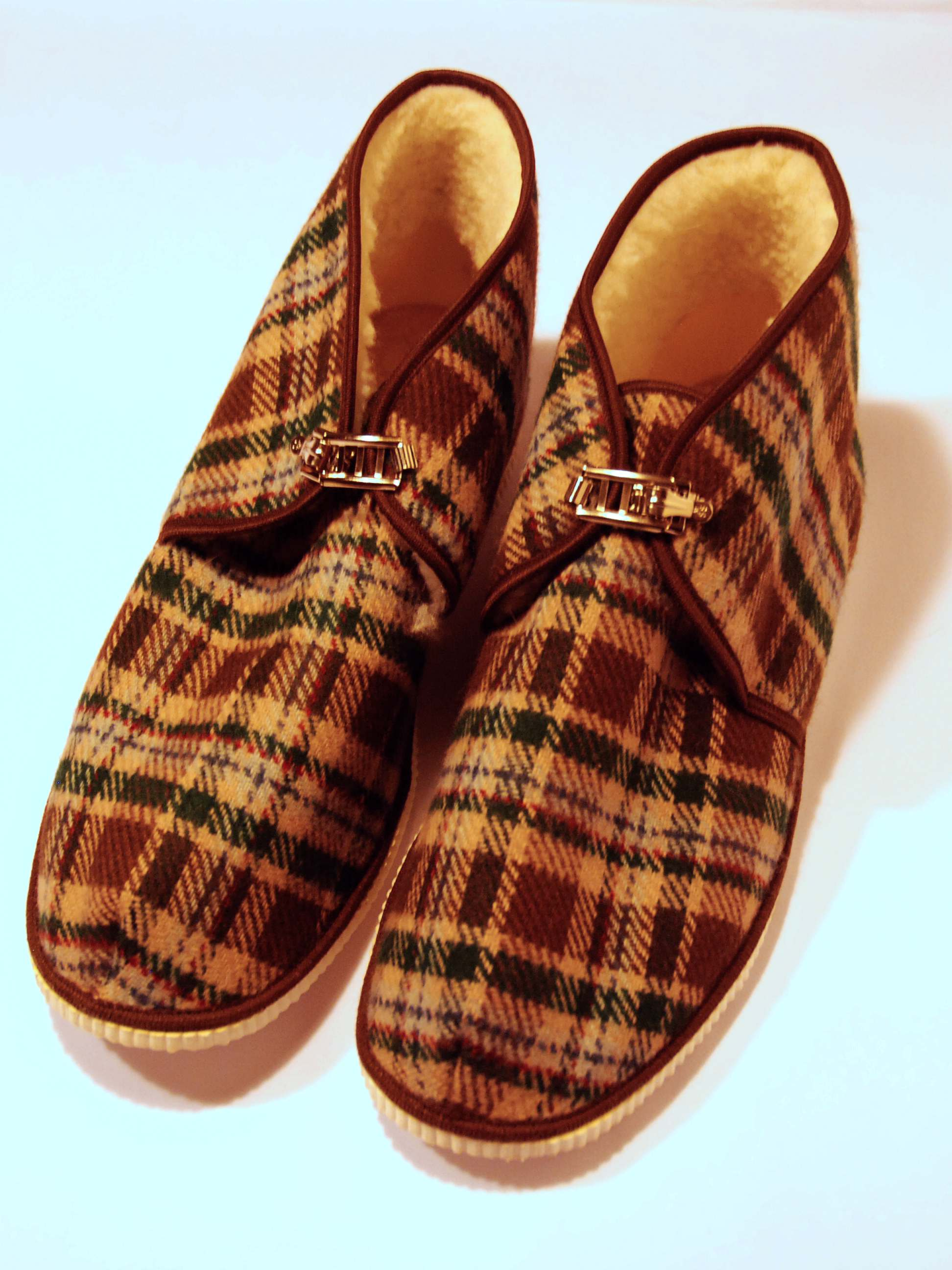
Bačkory s přezkou nazývané „důchodky“

Domácí obuv je typ speciální obuvi určené pro nošení pouze v domácnosti. Domácí obuv je spojena s českým zvykem přezouvat se v domácím prostředí u vchodových dveří a zaměňovat venkovní obuv za speciální domácí obuv. Proto se často jako termín pro její označení používá slovo „přezůvky“. Synonymem je také slovo „nazouváky“. Domácí obuv je často lehká, teplá a pohodlná. Vyrábí se obvykle z lehkých a poddajných materiálů.
V Čechách se do obuvi tohoto typu přezouvají žáci či studenti na základních a středních školách a často i zaměstnanci v práci.

## Typy domácí obuvi
Mezi dva hlavní typy domácí obuvi a obuvi používané v domácnostech po celém světě patří:
- Bačkory – Pohodlná, lehká, uzavřená, a občas kotníčková domácí obuv.
- Pantofle – Lehká domácí obuv obvykle bez podpatku. Může mít uzavřenou nebo otevřenou špičku.
  - Sandálové pantofle – Jak už z názvu vyplývá, jsou to pantofle připomínající sandály, podobně jako ty vyráběné firmou Birkenstock. Často bývají vybaveny přezkami, které umožňují nastavit obuv tak, aby lépe pasovala na nohy. Jsou vhodné například pro lidi, kteří mají vysoký nárt.

- Cvičky - Lehká cvičební obuv, která se často používá i jako domácí obuv.
- Uwabaki - Lehká domácí obuv používaná v Japonsku. Svým Vzhledem připomíná české cvičky.
- Žabky - Lehká otevřená (obvykle letní) obuv. Charakteristickým prvkem je pásek ve tvaru písmene Y, který při nazutí obepíná nohu. Tento pásek je k obuvi obvykle připevněn okolo úrovně nártu na noze a dále mezi palcem a ukazovákem.

## Galerie

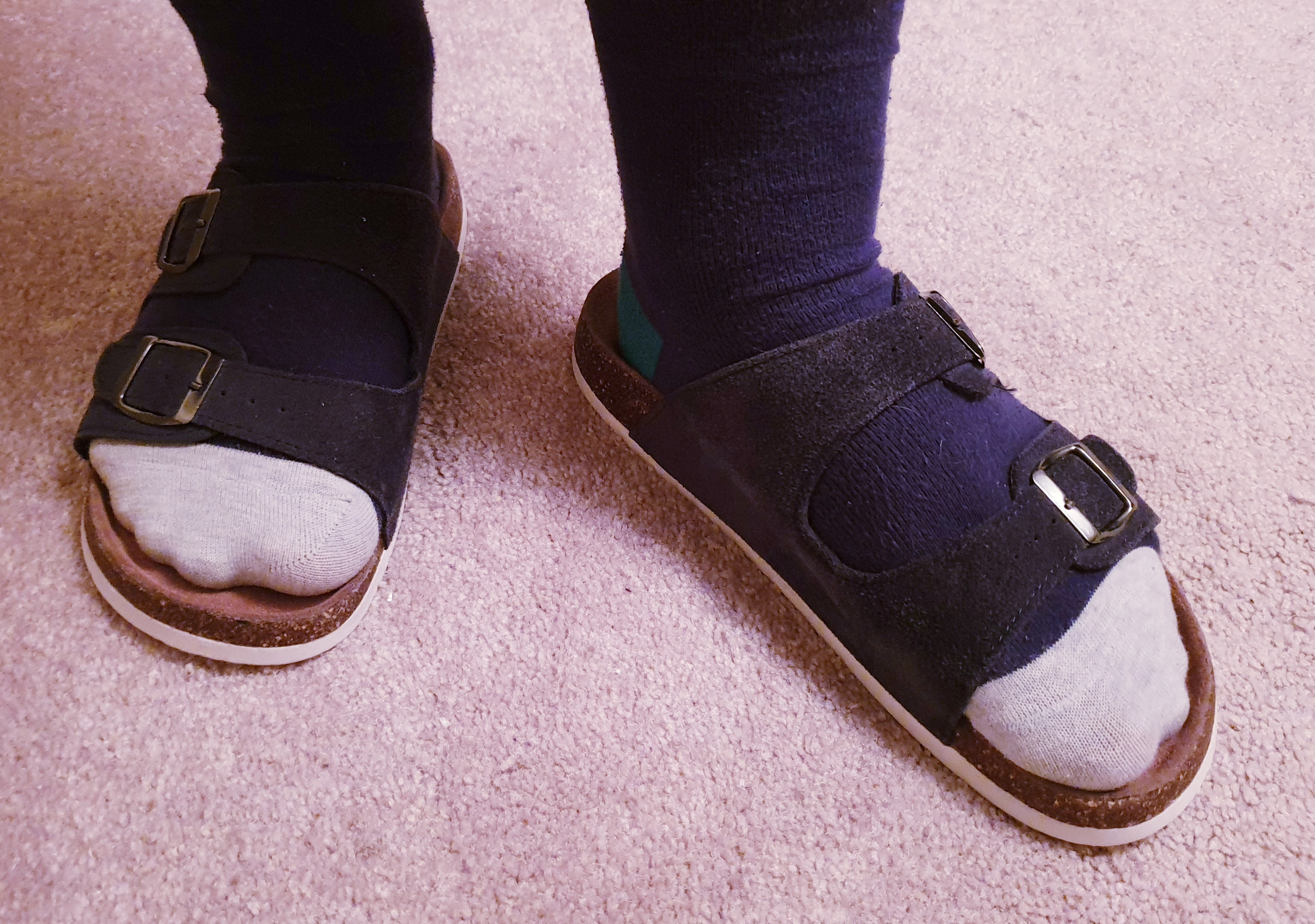
Sandálové / přezkové pantofle
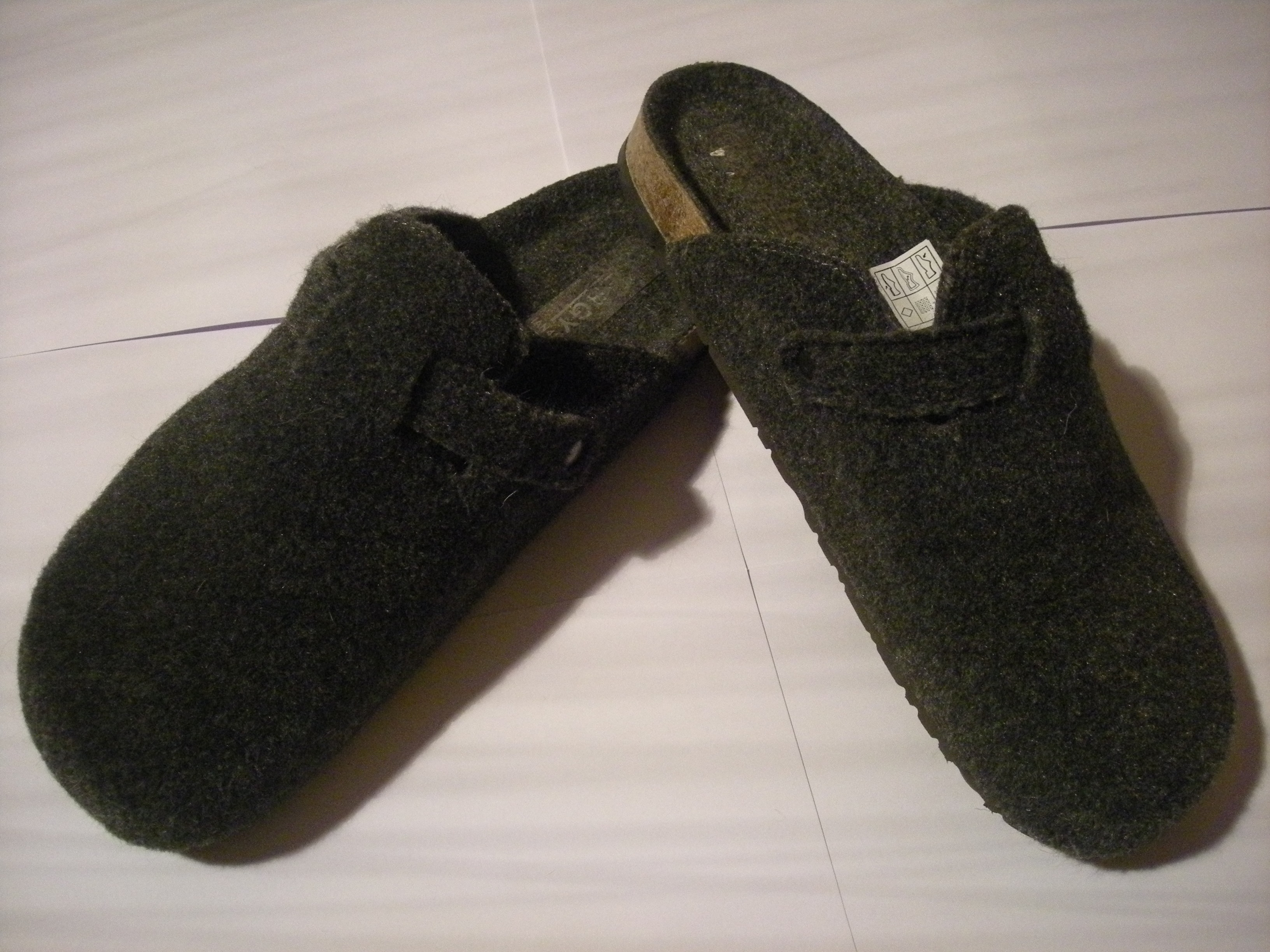
Nazouváky
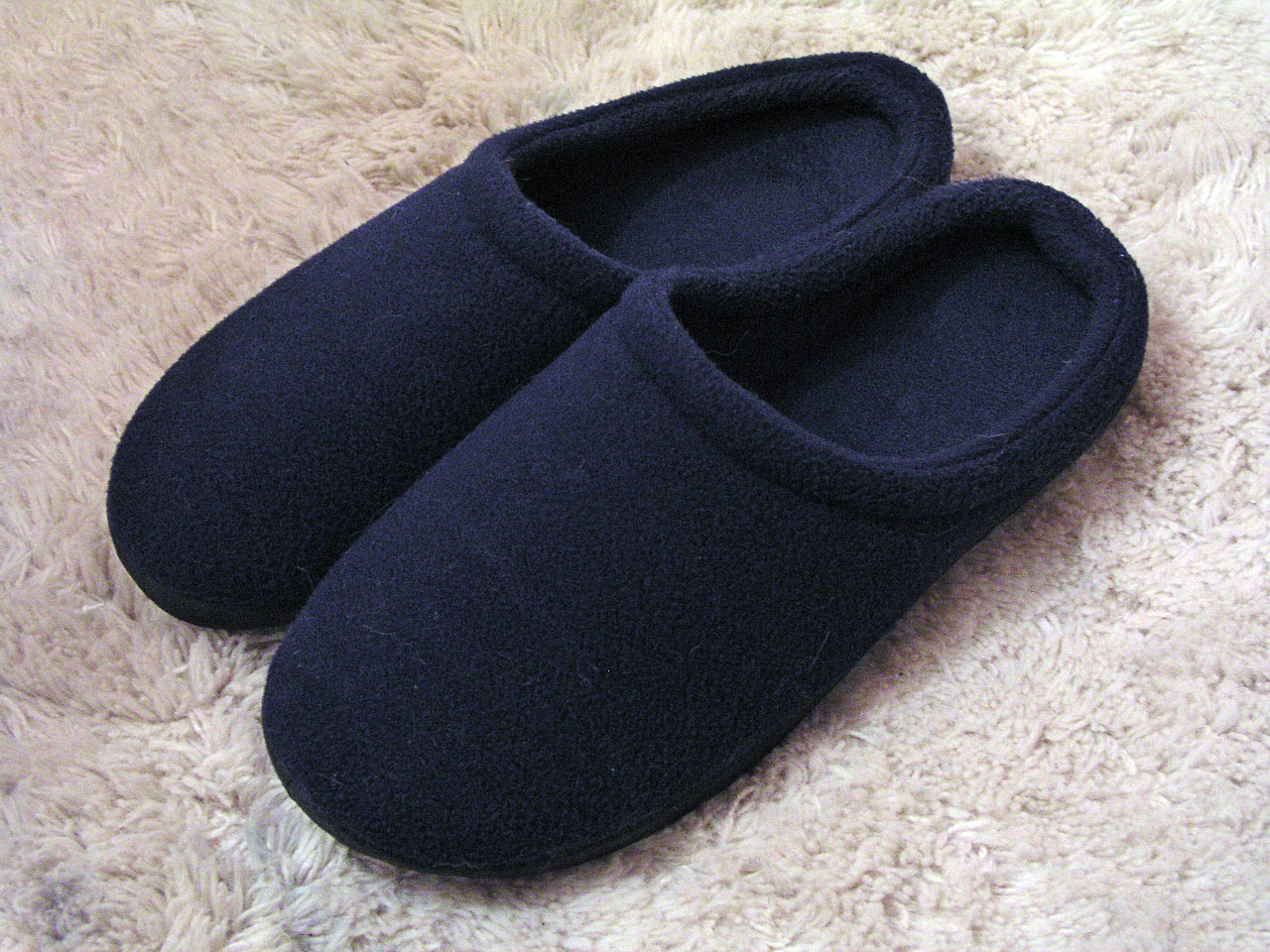
Pantofle
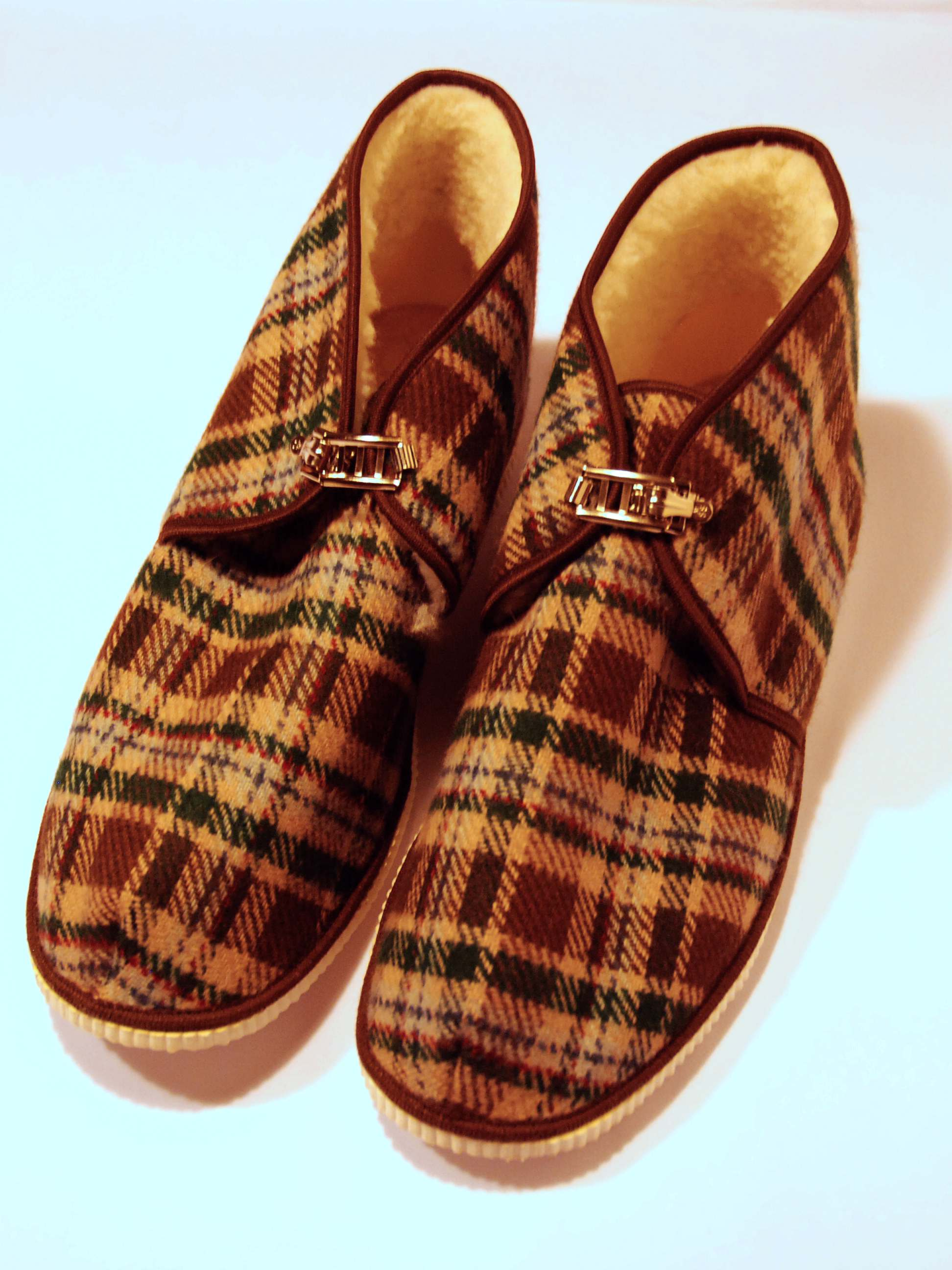
Bačkory „Důchodky“
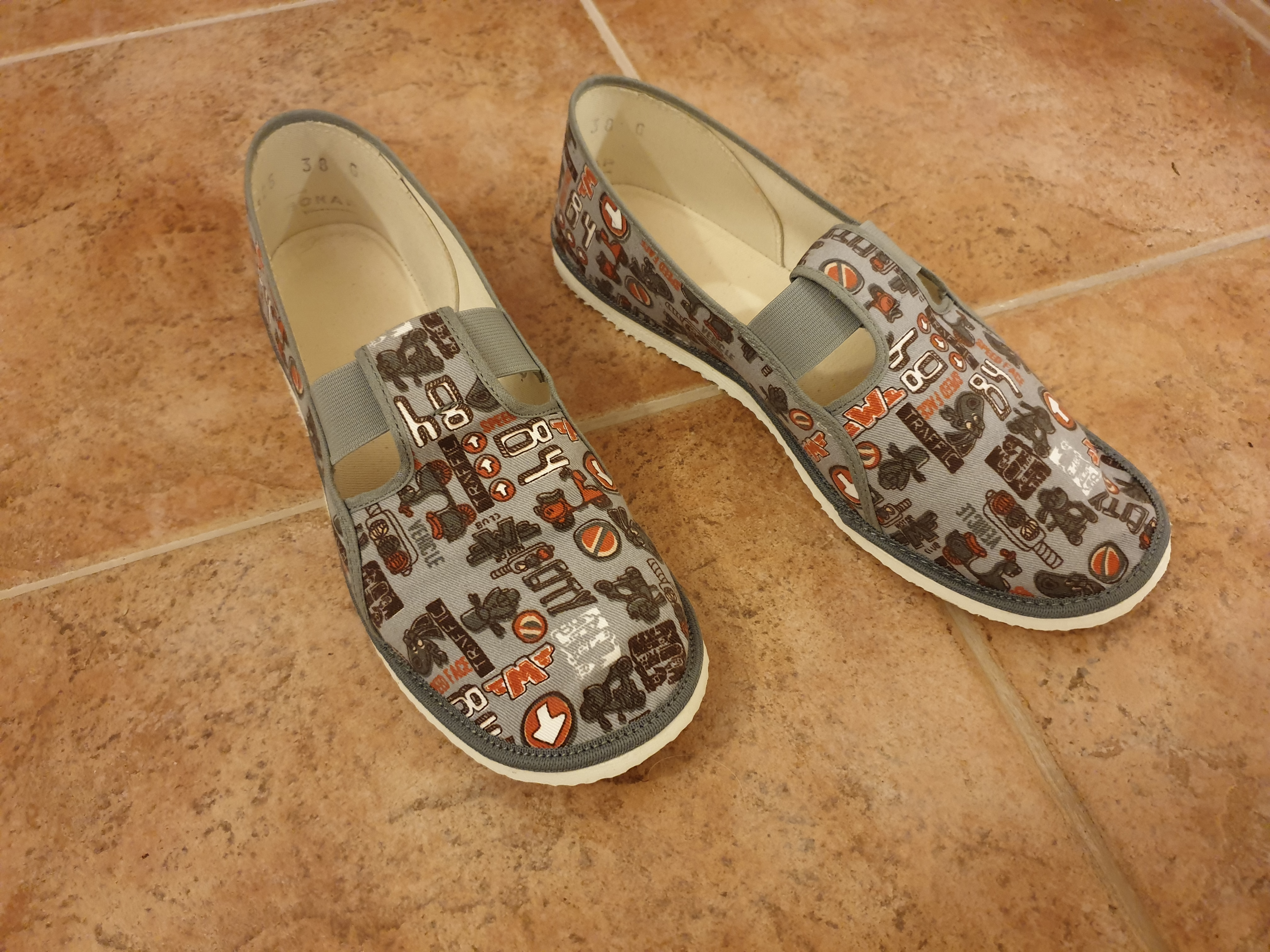
Dětské bačkory